# Robert M. Fresco
Robert Maurice Fresco (* 18. Oktober 1930 in Culver City, Kalifornien; † 14. Februar 2014 in Manhattan, New York) war ein US-amerikanischer Drehbuchautor, Produzent und Regisseur, der durch Kinofilme wie Tarantula, Das Geheimnis des steinernen Monsters oder Wo bitte gibt’s Bier an der Front? international bekannt wurde.

## Leben und Karriere
Robert M. Fresco, geboren 1930 als Sohn einer aus der Türkei eingewanderten jüdischen Familie, begann Mitte zwanzig damit Drehbücher für das Kino zu verfassen. 1955 entstand so Tarantula für Regisseur Jack Arnold und 1957 Das Geheimnis des steinernen Monsters für Regisseur John Sherwood. Darüber hinaus schrieb er Drehbücher für Fernsehserien und Dokumentarfilme. Für den Kurzdokumentarfilm Czechoslovakia 1968 gewann er 1970 zusammen mit Denis Sanders den Oscar in dieser Kategorie.
Neben seiner Karriere als Drehbuchautor für Film und Fernsehen in Hollywood hielt er Lehrveranstaltungen zu Themenkomplexen wie Film, Fernsehen und Kommunikation an der Columbia University und der Hofstra University.
Robert M. Fresco schrieb in seiner Karriere über ein Dutzend Drehbücher, produzierte und führte selbst einmal Regie. Am 14. Februar 2014 starb Fresco in Manhattan im Alter von 83 Jahren.

## Auszeichnungen
- 1970: Oscar in der Kategorie Bester Dokumentar-Kurzfilm für Czechoslovakia 1968 zusammen mit Denis Sanders

## Filmografie (Auswahl)

### Drehbuchautor
- 1954: Climax! (Fernsehserie)
- 1955: Tarantula
- 1955: Highway Patrol (Fernsehserie, 1 Episode)
- 1955–1956: Science Fiction Theatre (Fernsehserie, 3 Episoden)
- 1957: Der 27. Tag (The 27th Day)
- 1957: Das Geheimnis des steinernen Monsters (The Monolith Monsters)
- 1959: Wagon Train (Fernsehserie, 3 Episoden)
- 1959: The Alligator People
- 1959: Rymdinvasion i Lappland
- 1962: The Lady and the Stock Exchange (Dokumentarkurzfilm)
- 1962–1963: Story Of... (Fernsehdokumentarserie, 2 Episoden)
- 1962–1963: Bonanza (Fernsehserie, 2 Episoden)
- 1968: Wo bitte gibt’s Bier an der Front? (The Private Navy of Sgt. O'Farrell)
- 1969: Czechoslovakia 1968 (Kurzdokumentarfilm)

### Regisseur
- 1969: Czechoslovakia 1968 (Kurzdokumentarfilm)

### Produzent
- 1962–1963: Story Of... (Fernsehdokumentarserie, 3 Episoden)
- 1963: Story of a Rodeo Cowboy
- 1969: Czechoslovakia 1968 (Kurzdokumentarfilm)
- 1972: To Be Young, Gifted, and Black (Fernsehfilm)